# Lambspring

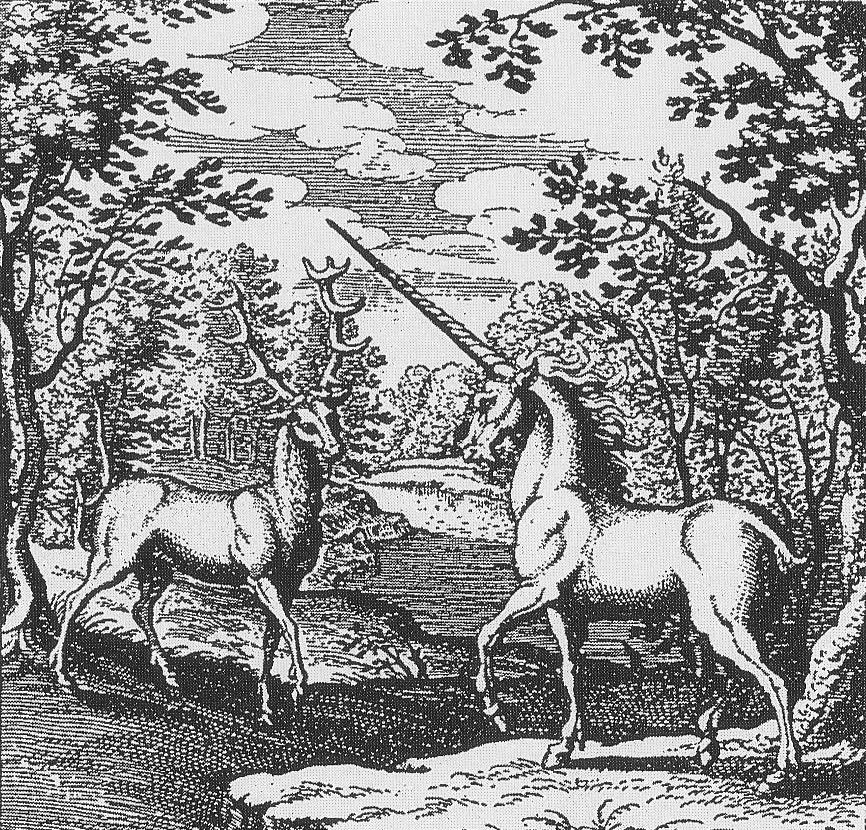

Sous le nom de Lambspring (ou Lambsprinck ou Lamspring) apparaît à la fin du XVIe siècle, un poème alchimique en allemand accompagné de quinze emblèmes.
Circulant d'abord sous forme de manuscrits, il est traduit en latin et publié sous le titre De Lapide Philosophico, sans les illustrations par Nicolas Barnaud en 1599 dans son recueil Triga Chemica.
Il est reproduit avec les emblèmes dans le recueil du Musaeum Hermeticum de Lucas Jennis en 1625.
Le poète français Clovis Hesteau de Nuysement s'en inspirera dans ses Visions hermétiques (1620).
Selon René Alleau, dans son avertissement à l'édition du Traité dans la Biblioteca Hermetica de 1972 (p. 14/15), les armoiries fantaisistes de Lambsprinck, et les variations de l'orthographe de son nom, indiquent qu'il s'agit d'un pseudonyme cabalistique formé sur l'allemand lam (agneau) et springen (jaillir), qu'il interprète comme une allusion à la fontaine de jouvence.

## Bibliographie du De Lapide Philosophico

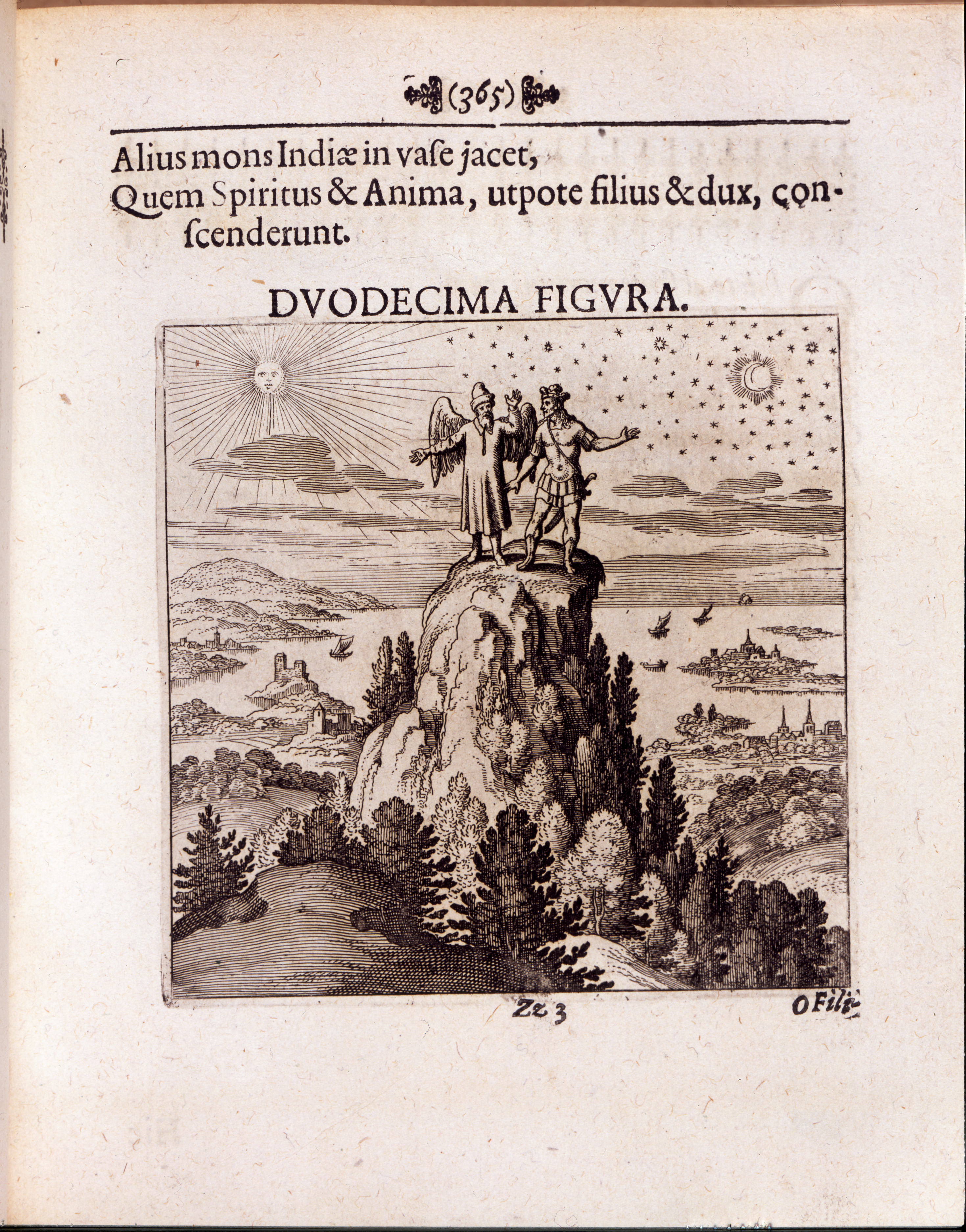
"Quem Spiritus & Anima, utpote filius & dux, conscenderunt" from Lambsprinck's De Lapide Philosophico as published in the Musaeum Hermeticum, 1678 Edition, Roy G. Neville Historical Chemical Library, [http://www.chemheritage.org/ Chemical Heritage Foundation